# Elvira Madigan (dansk film)
Elvira Madigan er en dansk film fra 1967 instrueret af Poul Erik Møller Pedersen og omhandlende kærlighedsaffæren mellem den danske linedanserinde Elvira Madigan og den svenske løjtnant Sixten Sparre. Elvira Madigan og Sixten Sparres kærlighedshistorie er også temaet i to svenske film: Åke Ohbergs sorthvide udgave fra 1943 og Bo Widerbergs udgave fra 1967.

## Medvirkende (udvalgt)
- Anne Mette Michaelsen – Elvira Madigan (Hedvig Jensen), linedanserinde

## Ekstern henvisning
- Elvira Madigan på Internet Movie Database (engelsk)
- Elvira Madigan på Filmdatabasen
- Elvira Madigan på danskefilm.dk
- Elvira Madigan på danskfilmogtv.dk
- Elvira Madigan på The Movie Database (engelsk)